# Tetraidropirano
Tetraidropirano é o composto orgânico consistindo de um anel de seis membros contendo cinco átomos de carbono e um átomo de oxigênio. O composto puro e recém produzido é um líquido incolor volátil, mas obscurece por alterações.  Derivados do tetraidropirano são, entretanto, mais comuns. Éteres de tetraidropiranil (THP, da forma inglesa tetrahydropyranyl, no caso, chamados de THP-éteres) derivados da reação de álcoois e di-hidropirano são intermediários comuns em síntese orgânica. 